# Fredrik Skantze
Fredrik (Freddie) Howard Skantze, född 10 september 1945 i Göteborg var trumslagare i popgruppen Tages under tiden 1963 - 1966. Sedan spelade han trummor i Mascots och under 1970-talet i Askims Livs och Delikatesser med bröderna Töpel.